# الیسیا، بوهول
الیسیا، بهلول (به لاتین: Alicia, Bohol) یک سکونتگاه مسکونی در فیلیپین است که در بهل (فیلیپین) واقع شده‌است.

## خصوصیات
الیسیا ۱۱۴٫۵۰ کیلومترمربع مساحت و ۲۲٬۲۸۵ نفر جمعیت دارد.